# Orientilla manni
Orientilla manni (лат.) — вид ос-немок рода Orientilla из подсемейства Dasylabrinae.

## Распространение
Океания: Соломоновы Острова.

## Описание
От близких видов отличаются следующими признаками: тело черное; мезоплеврон с вертикальным килем, идущим от передней части мезококсы до середины мезоплеврона; пунктировка тела редкая. Соломоновы острова. Мезоплеврон равномерно выпуклый. Метасомальный сегмент 1 петиолевидный. Известны только по самкам (♀). Вид был впервые описан в 1971 году Карлом Кромбейном и назван в честь американского энтомолога Уильяма Манна (William Montana Mann; 1886–1960).